# UFC Fight Night: Woodley vs. Edwards
UFC Figh Night: Woodley vs. Edward fue un evento planeado de artes marciales mixtas producido por Ultimate Fighting Championship originalmente pactado para el 21 de marzo de 2020, en el O2 Arena en Londres, Inglaterra. Debido a la pandemia de COVID-19, el evento finalmente se pospuso..